# Bobby Rush
Bobby L. Rush (ur. 23 listopada 1946) – amerykański polityk związany z Partią Demokratyczną. W latach 1993–2023 był przedstawicielem 1. okręgu wyborczego w stanie Illinois w Izbie Reprezentantów Stanów Zjednoczonych.